# 夏水りつ
夏水 りつ（なつみず りつ、7月 - ）は、日本の漫画家である。血液型はB型。主にボーイズラブ漫画を執筆している。

## 人物
- ブルボンの商品である、ルマンドとロリータが大好物。擬人化するほど好き。巻末あとがきに、「ブルボン貴族物語」という擬人化マンガを載せていることがある。また、ルマンドとロリータのみではなく、他の菓子や醤油等の調味料も擬人化されている。

## 作品

### 連載中
- 山田くんと田中課長（『花音』芳文社）
- 犬恋・K先生シリーズ（『花音』芳文社）
- アーモンドを七粒（『irh HertZ』大洋図書）
- ヴァンパイア課長（『花丸漫画』白泉社）

### コミック
- 通り抜けできません（2008年、芳文社）
- 犬も歩けば恋をする（2008年、芳文社）
- 犬も走って恋をする（2009年、芳文社）
- 恋とはどんなものかしら（2009年、芳文社）
- 犬は夢見て恋をする（2010年、芳文社）
- 新装版　恋愛バスストップ（2010年、芳文社）
- 先生、あのね！（2010年、角川書店）
- 犬は毎秒恋をする（2010年、芳文社）
- グッドモーニング（2011年、大洋図書）
- 犬も秘密の恋をする（2011年、芳文社）
- K先生の野獣な愛情（2012年、芳文社）
- 新装版　ラブロマンス・スウィートキス（2012年、芳文社）
- 新装版　愛のチカラで恋をするのだ（2012年、芳文社）
- 恋心は猫をも濡らす（2012年、芳文社）
- K先生の野蛮な恋愛（2013年、芳文社）
- アーモンドを七粒（2014年、大洋図書）
- 新装版　完璧な恋人（2014年、芳文社）
- K先生の不埒な純愛（2014年、芳文社）

### 挿絵
- 恋しらずなチェリー (2010年、早瀬亮 二見書房)
- 侘びとエロスのお稽古 (2011年、花川戸菖蒲 二見書房)
- 執事様のオモチャ (2011年、櫛野ゆい リブレ出版)
- 猫と恋のものがたり。 (2011年、妃川螢 幻冬舎コミックス)
- ダメな僕が恋をしたら (2012年、西門 白泉社)
- 家計簿課長と日記王子 (2013年、海野幸 二見書房)

### BLCD
- 犬も歩けば恋をする（2009年）
- 犬も歩けば恋をする 2 犬も走って恋をする（2010年）
- 犬も歩けば恋をする 3 犬は夢見て恋をする（2011年）
- グッドモーニング（2011年）